# Genji-Monogatari-Museum

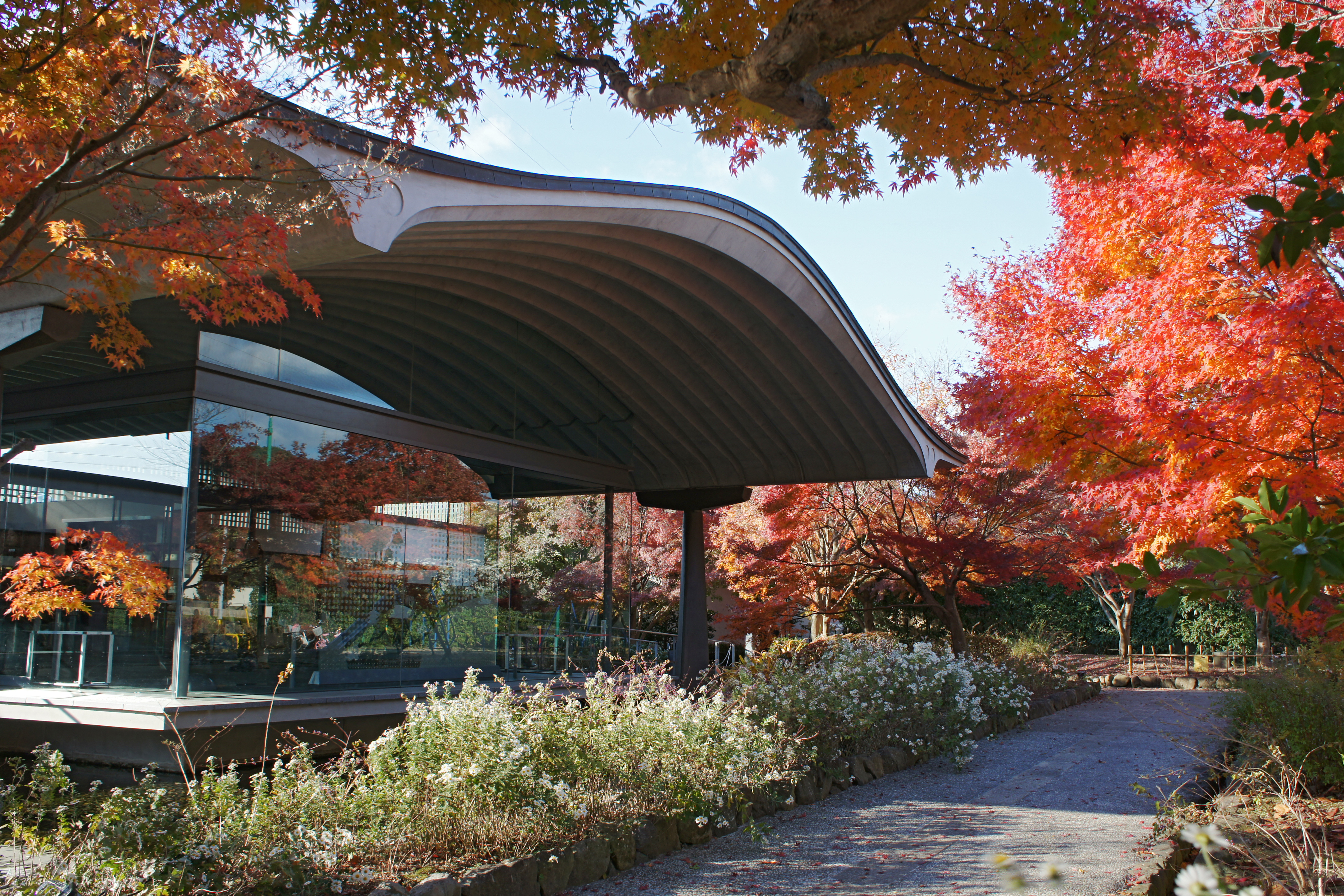
Eingang des Genji-Monogatari-Museums in Uji

Das Genji-Monogatari-Museum (jap. 宇治市源氏物語ミュージアム, Uji-shi Genji Monogatari Myūjiamu) ist ein 1998 in Uji in der Präfektur Kyōto eröffnetes Museum, das Abschriften und Materialien rund um das Genji Monogatari, die Geschichte vom Prinzen Genji, sammelt, aufbewahrt und der Öffentlichkeit zugänglich macht. Zudem stellt es das Leben am Hofe in der Heian-Zeit und damit die Lebensumstände zur Entstehungszeit des Genji Monogatari dar.

## Überblick
Das Museum besitzt vier Ausstellungsräume: den Heian-Raum, den Uji-Raum, einen Filmsaal und einen Monogatari-Raum. Der Heian-Raum zeigt die Garderobe, das Mobiliar und Szenen aus dem Leben am Hofe in der Heian-Zeit. Der Uji-Raum konzentriert sich auf die Stadt Uji, die Schauplatz der Handlung in den letzten zehn Kapiteln des Genji Monogatari ist. Hauptfigur dieser Kapitel ist Kaoru Genji. Hier befindet sich auch die Bilderserie Genji Ekagamichō (源氏絵鑑帖) des Malers Tosa Mitsunori aus der Edo-Zeit, die je eines der Uji-Kapitel illustriert. Im Filmsaal wird der eigens für das Museum produzierte Film Hashihime: Nyonintachi no kokoro no take (橋姫 女人たちの心の丈) gezeigt. Die Ausstellung wird komplettiert durch eine Vielzahl an Hintergrundinformationen, etwa zu Murasaki Shikibu und Michinaga Fujiwara, die im Monogatari-Raum präsentiert werden.

## Bilder

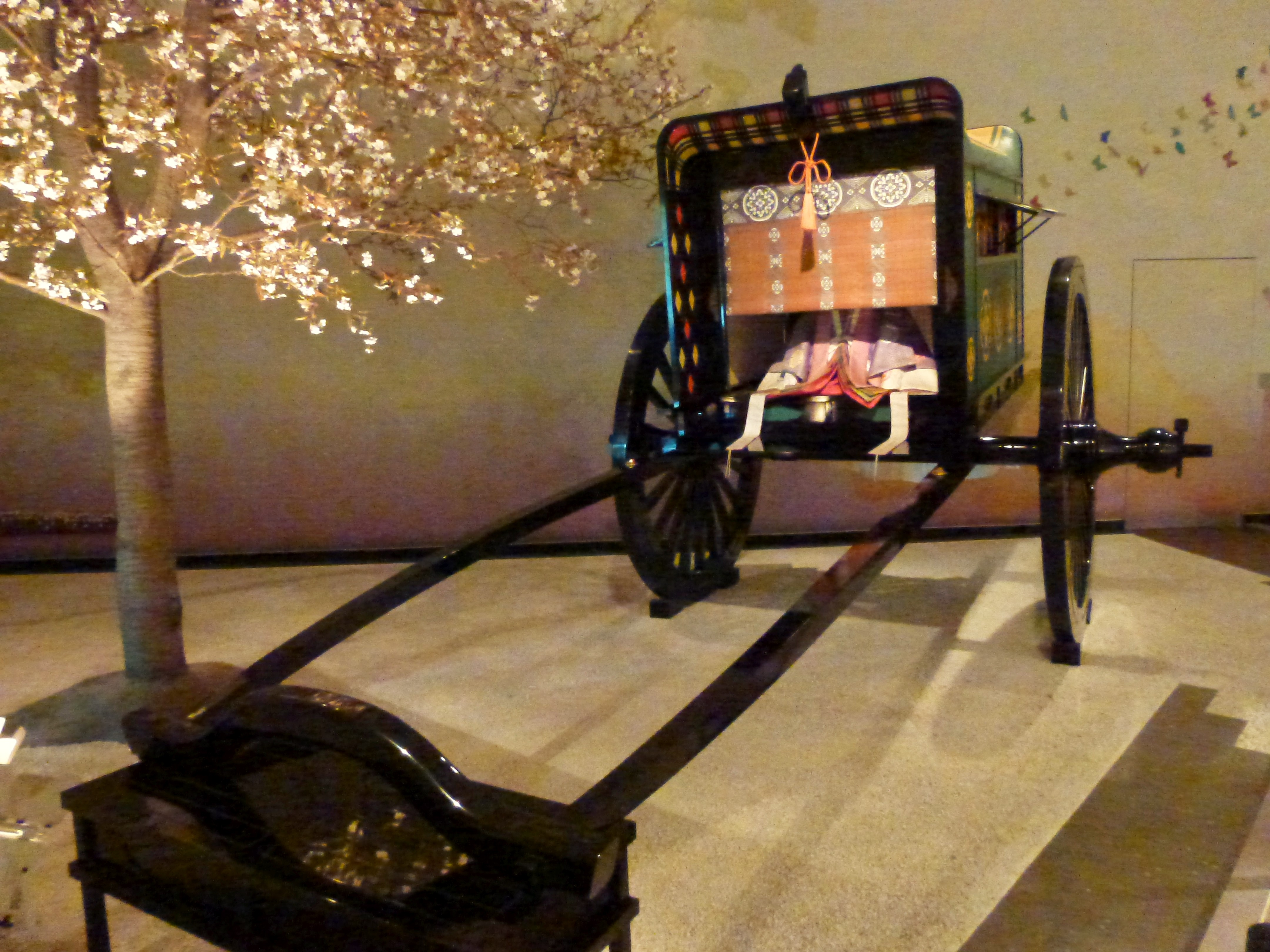
Ochsenkarren im Heian-Raum
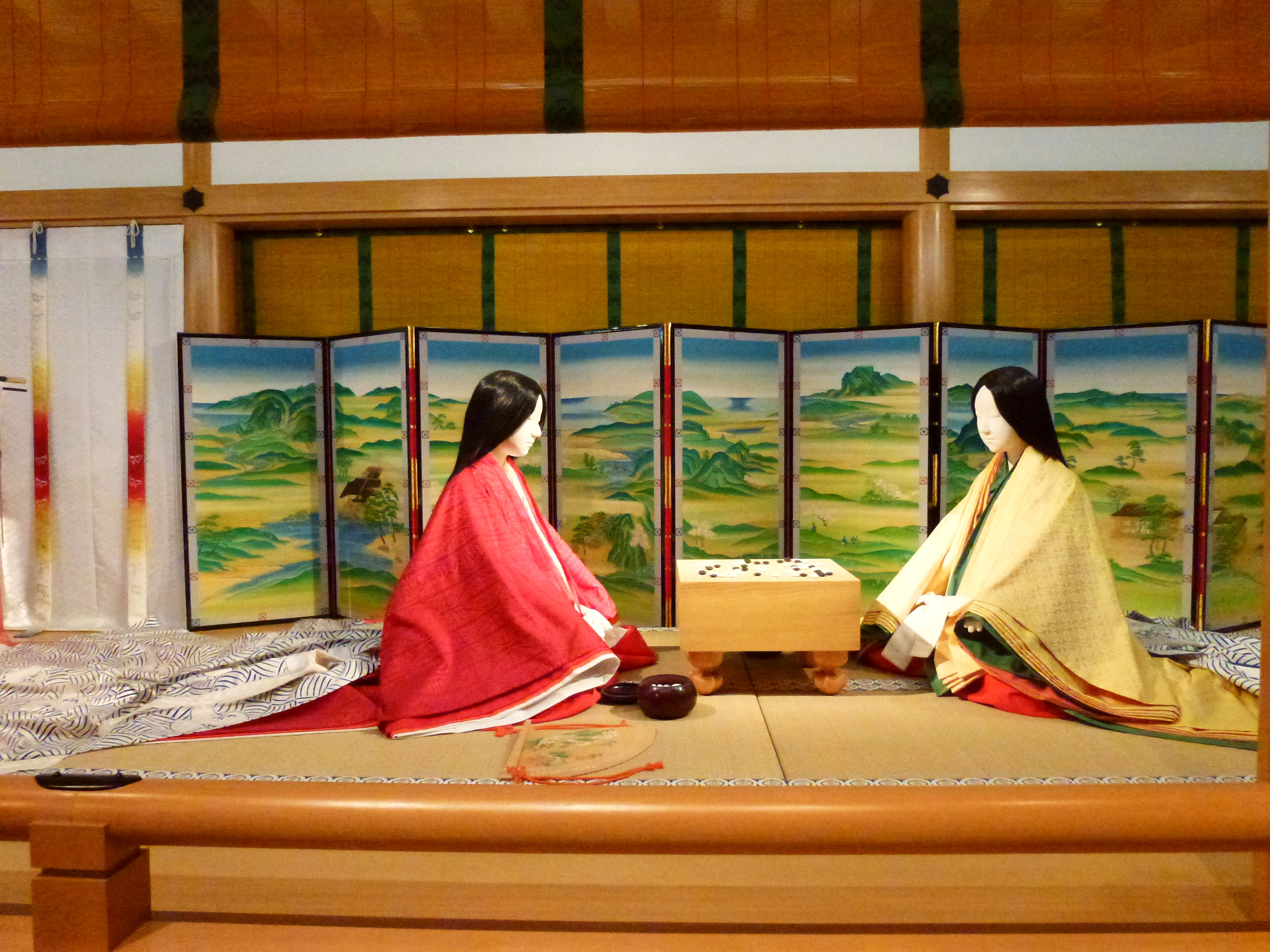
Hofdamen im Kimono (十二単, jūnihitoe)
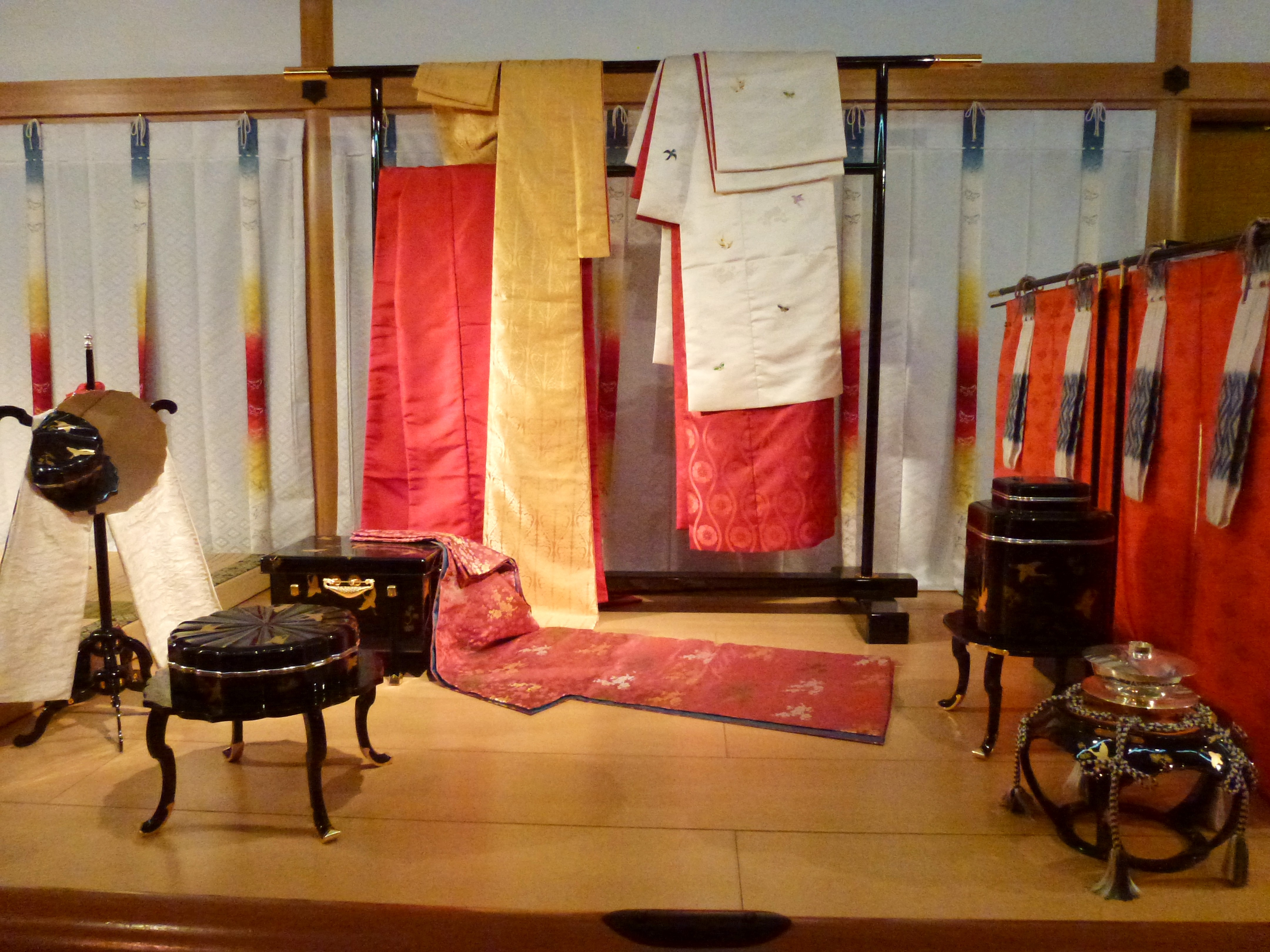
Garderobe und Mobiliar
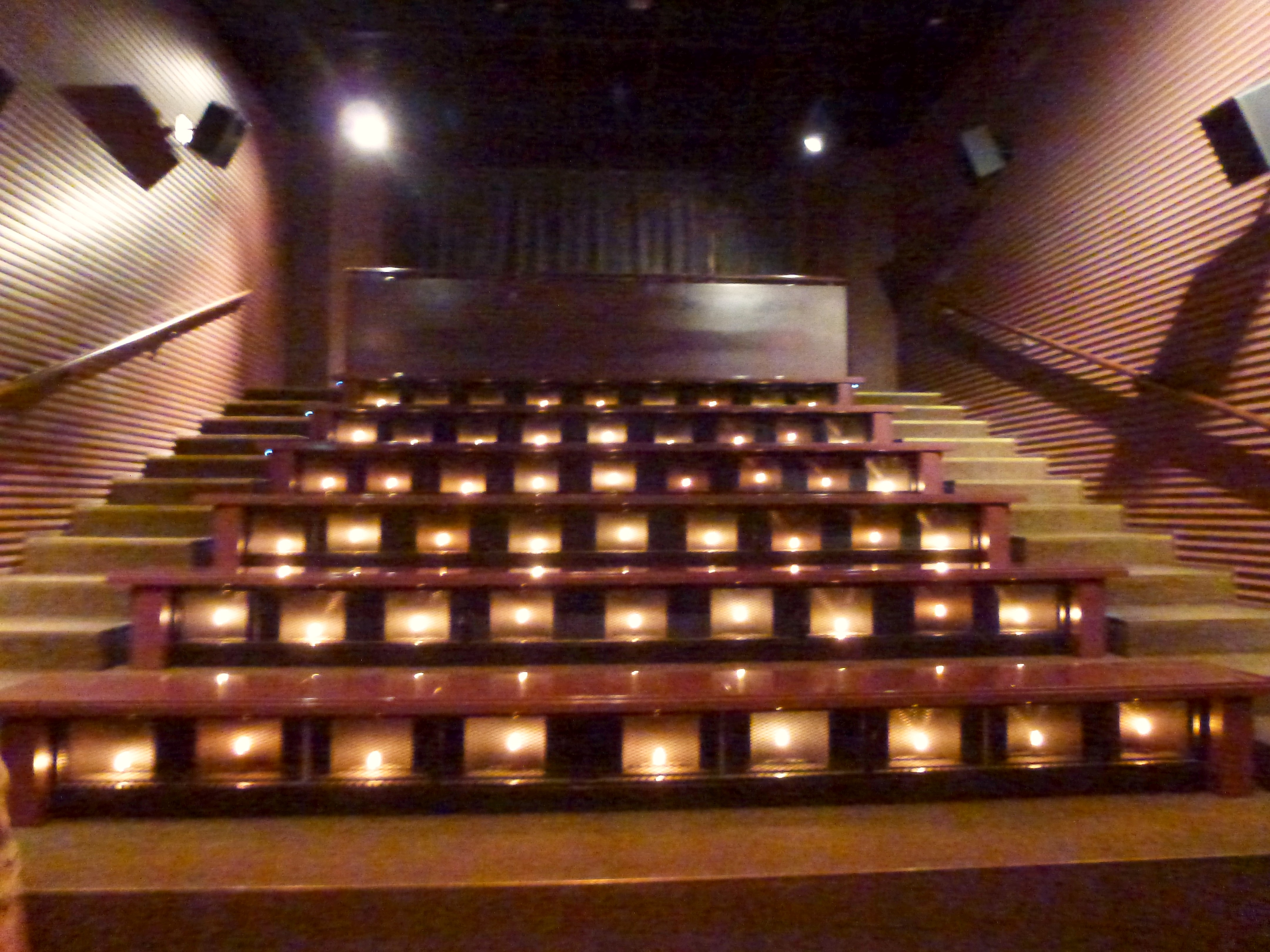
Filmraum des Museums